# Piotr Krupa (motoparalotniarz)
Piotr Krupa (ur. 1966 w Rzeszowie, zm. 30 kwietnia 2016 w Płocku) – polski fotograf, dziennikarz prasy lotniczej i motoparalotniarz, wicemistrz świata w klasie PF2.

## Życiorys
Pochodził z Rzeszowa. Był dziennikarzem prasy lotniczej oraz lokalnej. Związany był z Przeglądem Lotniczym oraz serwisem informacyjnym „TSK 24”. Należał do Związku Polskich Artystów Fotografików Okręgu Świętokrzyskiego, Rzeszowskiego Stowarzyszenia Fotograficznego (RSF) oraz Fotoklubu "Galeria" MCK w Ostrowcu Świętokrzyskim. W latach 2012–2014 piastował funkcję prezesa RSF. W dorobku miał kilkadziesiąt wystaw indywidualnych i zbiorowych, był również laureatem krajowych i zagranicznych konkursów fotograficznych w tym  National Geographic i International Photography Awards.
Należał do Motoparalotniowej Kadry Narodowej PPG. Był wielokrotnym medalistą Polski, Czech oraz Ukrainy. W 2007  zdobył wicemistrzostwo świata w klasie PF2 podczas zawodów w Pekinie.
Zginął 30 kwietnia 2016 w trakcie drugiego dnia 3 Motoparalotniowych Zawodów o Puchar Prezydenta Miasta Płocka RiverFly 2016 w Płocku rozgrywanych w ramach Polskiej Ligi Motoparalotniowej i zaliczanych do Pucharu Polski. Do tragedii doszło na płockim lotnisku Aeroklubu Ziemi Mazowieckiej. Piotr Krupa przeleciał kilkaset metrów po czym spadł na powierzchnię lotniska.
Pochowany na cmentarzu parafialnym Przybyszówka w Rzeszowie.